# Knud Karl Krogh-Tonning
Knud Karl Krogh-Tonning (31 de dezembro de 1842 - 19 de fevereiro de 1911) foi um teólogo norueguês, conhecido por sua conversão ao catolicismo.

## Biografia
Ele nasceu em Stathelle, no sul da Noruega, e se formou em 1861. Ele era gerente de Læreskolen em Balestrand e, em 1873, tornou-se vigário de Årdal . Depois de várias outras nomeações, tornou-se pastor na Igreja Velha Aker de 1886 a 1900. No outono de 1899, ele se candidatou a deixar seu cargo por motivos de consciência e, em 1900, tornou pública sua conversão ao catolicismo. Seu autobiográfico En Konvertits Erindringer foi publicado em 1906.  Ele morreu em Kristiania, agora Oslo, em 1911.

## Trabalho
- Kirkelige vidnesbyrd om absolutionen, 1881
- Om den ældste kirkelig apologi overfor det græsk-romerske hedenskabs tænkning, tese de doutorado, 1883
- Den Christelige dogmatik: Fundamentallære, 1885
- Christelig Opdragelselære, 1887
- Die Gnadenlehre und die Stille Reformation, 1894
- De Gratia Christi et de Libero Arbitrio Sancti Thomae Aquinatis, J. Dybwad, 1898
- En Konvertits Erindringer, 1906
- Katholisches Christentum, 1906
- Die heilige Birgitta von Schweden, 1907

### Traduzido para o inglês
- Catholic Christianity and the Modern World; a Course of Sermons, B. Herder, 1916.